# Villaseca de Uceda
Villaseca de Uceda község Spanyolországban, Guadalajara tartományban. Villaseca de Uceda Valdepeñas de la Sierra, Matarrubia, Fuentelahiguera de Albatages, Viñuelas, El Cubillo de Uceda és Casa de Uceda községekkel határos. Lakosainak száma 57 fő (2024).

## Népesség
A település népessége az utóbbi években az alábbiak szerint változott:
| Lakosok száma | 67   | 76   | 71   | 54   | 59   | 47   | 44   | 39   | 40   | 57   |
|               | 2001 | 2004 | 2006 | 2009 | 2011 | 2014 | 2016 | 2019 | 2021 | 2024 |